# Marbella Casanova Calam
Marbella Casanova Calam (16 de abril de 1958) es una política mexicana, miembro del Partido de la Revolución Democrática. Se ha desempeñado como diputada federal.
Marbella Casanova en su trayectoria partidista se ha desempeñado como representante electoral del Frente Democrático Nacional, miembro fundador del PRD, miembro de los comités ejecutivos municipal de Mérida y estatal de Yucatán, y candidata a diputada local.
En 2003 fue elegida diputada federal plurinominal a la LIX Legislatura de 2003 a 2006.
El 6 de diciembre de 2006 se registró como precandidata de su partido a la gubernatura de Yucatán para las elecciones de 2007, aunque posteriormente el PRD trató de postular a la ex-panista Ana Rosa Payán y cuando esta candidatura fue rechazada y el PRD anunció que iría solo a las elecciones, Marbella Casanova anunció el retiro de su precandidatura.